# Хорновский дизъюнкт
Хорновский дизъюнкт — дизъюнктивный одночлен с не более чем одним положительным литералом. Изучены Альфредом Хорном (англ. Alfred Horn) в 1951 году в связи с их важной ролью в теории моделей и универсальной алгебре. Впоследствии стали основой для языка логического программирования Пролог, в котором программа являются непосредственно набором хорновских дизъюнктов, а также нашли важные приложения в конструктивной логике и теории сложности вычислений.

## Конструкция и определения
Для положительных литералов {\displaystyle P,L_{i},i\in \{1,2,\dots n\}} хорновские дизъюнкты могут иметь один из следующих видов:
1. {\displaystyle L_{1}}
2. {\displaystyle \neg L_{1}\vee \neg L_{2}\vee \dots \vee \neg L_{n}}
3. {\displaystyle P\vee \neg L_{1}\vee \neg L_{2}\vee \dots \vee \neg L_{n}}

Дизъюнкт Хорна с ровно одним положительным литералом есть определённый дизъюнкт; в универсальной алгебре определённые дизъюнкты являются квазитождествами. Дизъюнкт Хорна без положительных литералов иногда называется целью или запросом, в частности в логическом программировании. Формула Хорна — конъюнкция дизъюнктов Хорна, то есть формула в конъюнктивной нормальной форме, все дизъюнкты которой являются хорновскими. Двойственным хорновским дизъюнктом называют дизъюнкцию с не более чем одним отрицательным литералом.
Пример (определённого) дизъюнкта Хорна:
{\displaystyle \neg p\lor \neg q\vee \cdots \vee \neg t\vee u}.
Эта формула может быть преобразована в эквивалентную формулу с импликацией:
{\displaystyle (p\wedge q\wedge \cdots \wedge t)\rightarrow u}
или:
{\displaystyle (p\rightarrow u)\vee (q\rightarrow u)\vee \cdots \vee (t\rightarrow u)}.

## Приложения
Хорновские дизъюнкты могут быть пропозициональными формулами, либо формулами первого порядка, в зависимости от того, рассматриваются ли пропозициональные литералы или литералы первого порядка.
Дизъюнкты Хорна связаны с доказательством теорем через резолюции первого порядка, так как резолюция двух хорновских дизъюнктов является хорновским дизъюнктом. Кроме того, резолюция цели и определённого дизъюнкта также является хорновским дизъюнктом. В автоматическом доказательстве теорем, это может давать большую эффективность в доказательстве теоремы, представленной в виде цели.
Резолюция цели с определённым дизъюнктом для получения новой цели является основной для правила вывода в SLD-резолюции, используемого для реализации логического программирования и языка программирования Пролог. В логическом программировании определённый дизъюнкт используется как процедура редукции цели. Например, дизъюнкт {\displaystyle \neg p\lor \neg q\vee \cdots \vee \neg t\vee u} из примера выше работает как процедура: «чтобы показать {\displaystyle u}, показать {\displaystyle p}, {\displaystyle q}, {\displaystyle \cdots } и {\displaystyle t}».
Чтобы подчеркнуть это обратное применение дизъюнкта, часто используется оператор {\displaystyle \leftarrow }:
{\displaystyle u\leftarrow (p\land q\land \cdots \land t)}
На Прологе это записывается в виде:
 u :- p, q, ..., t.
Пропозициональные дизъюнкты Хорна также представляют интерес для теории сложности вычислений, где задача HORNSAT поиска множества истинностных значений, выполняющих конъюнкцию дизъюнктов Хорна, является P-полной. Это вариант из класса P для SAT — важнейшей NP-полной задачи. Задача выполнимости дизъюнктов Хорна первого порядка не разрешима.